# إيلي زعيرا

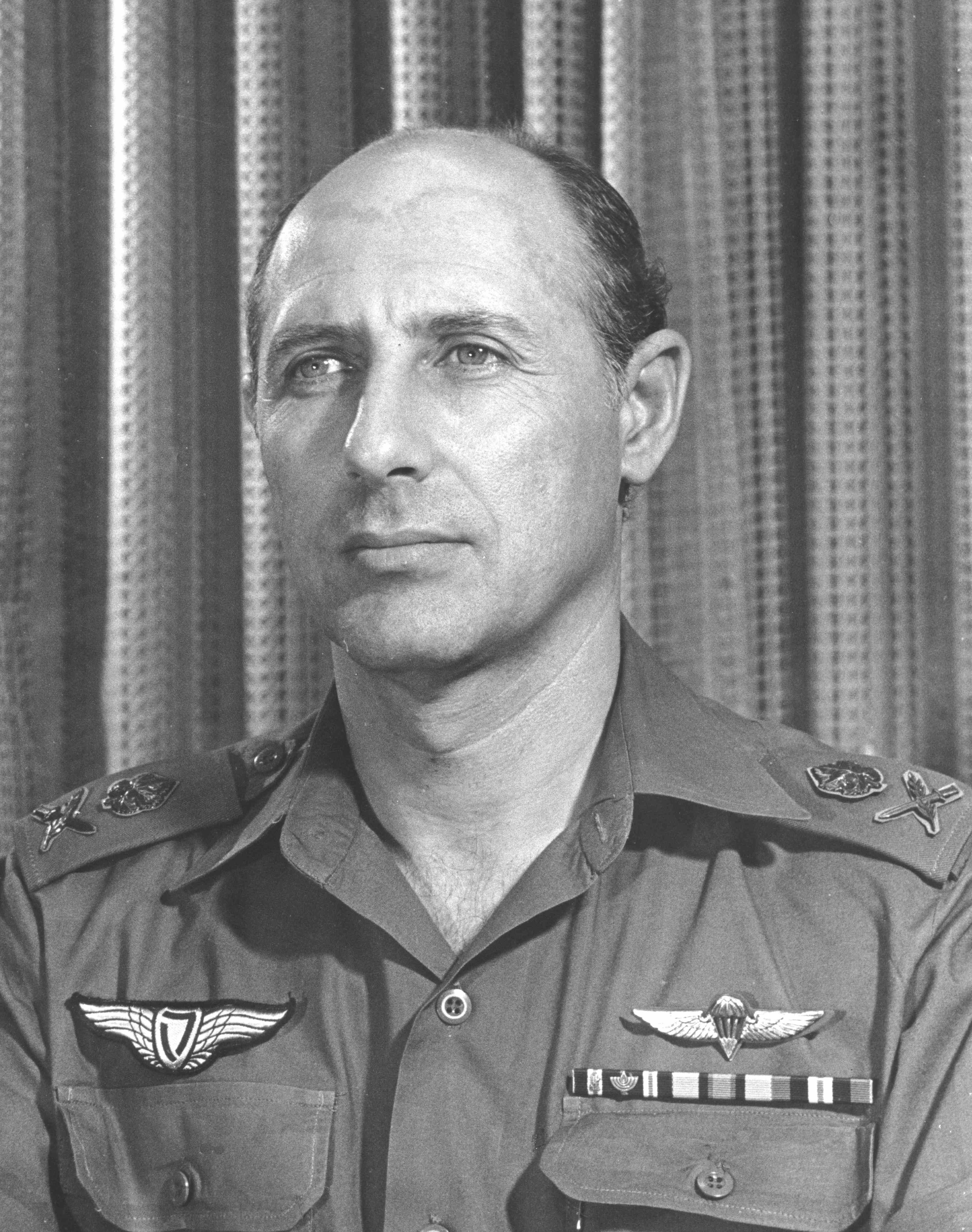
إيلي زعيرا

إيلي زعيرا (بالعبرية: אלי זעירא‏) (من مواليد 1928) هو جنرال سابق في الجيش الإسرائيلي، ومدير الاستخبارات العسكرية الإسرائيلية خلال حرب أكتوبر عام 1973. أكثر ما يشتهر به هو تقديره الخاطيء قبل الحرب أن مصر وسوريا لن تهاجم (المعروف أيضاً باسم «المفهوم»)،  على الرغم من الذكاء المعهود، ووجدت لجنة أجرانات بعد الحرب، التي شُكلت للتحقيق في أسباب الحرب المكلفة، أن زاعيرا كان مهملاً لواجباته ومن ثم تقدم باستقالته.
في عام 2004، اتهم المدير العام السابق للموساد، تسفي زامير زاعيرا بتسريب هوية أشرف مروان، الملياردير المصري الذي عمل كعميل للموساد، وفتح مكتب المدعي العام تحقيقًا جنائيًا، الذي لم يثبت الأمر بشكل حاسم وأُغلق عام 2012.